# قرار مجلس الأمن التابع للأمم المتحدة رقم 287
قرار مجلس الأمن الدولي رقم 287،الذي اعتمد بالإجماع في 10 أكتوبر 1970،بعد دراسة طلب فيجي الأنضمام لعضوية الأمم المتحدة،أوصى المجلس الجمعية العامة بقبول طلب فيجي لعضوية الأمم المتحدة.